# جلودر (خبريز)
جلودر (بالفارسية: جلودر) هي قرية تقع في إيران في قسم خبریز الريفي. يقدر عدد سكانها بـ 696 نسمة بحسب إحصاء 2016.